# 도쿄도의 축구
됴쿄의 축구 전반에 관한 문서이다.

## 연고 클럽
201516 시즌을 기준으로 다음과 같다.
| 리그   | 팀                            | 비고 |
| ------ | ----------------------------- | ---- |
| J1리그 | FC 도쿄                       |      |
| J2리그 | 도쿄 베르디, FC 마치다 젤비아 |      |
| J2리그 | FC 마치다 젤비아              |      |